# Гаметогенеза
Гаметогенезата е процес на образуване на високоспециализирани зрели полови клетки. Това e биологичен термин, с който се обозначава образуването на хаплоидни полови клетки в животинските организми и човека. Процесът се завършва в половите жлези на някои от животинските организми чрез процеса мейоза. При мъжките организми процесът се нарича сперматогенеза, а при женските – овогенеза.
Гаметогенезата протича с два типа генетично пренареждане – случайно разпределение (панмиксия) и кросинговър.
Биологичният смисъл на гаметогенезата е свързан с образуване на гамети, които имат редуциран (хаплоиден) хромозомен набор и комбиниран наследствен материал. Така гаметогенезата осигурява получаването на диплоиден хромозомен набор след оплождането.

## Гаметогенеза
Животните произвеждат гамети направо чрез мейоза в органи, наречени гонади (семенници при мъжете и яйчници при жените). Мъжките и женските на даден вид, които се размножават сексуално, имат различни форми гаметогенеза:
- сперматогенеза (при мъжете);
- овогенеза (при жените).